# Brian Aherne
Brian Aherne, pseudonimo di William Brian de Lacy Aherne (Birmingham, 2 maggio 1902 – Venice, 10 febbraio 1986), è stato un attore e scrittore inglese.

## Biografia
Nacque a Kings Norton, una zona limitrofa di Birmingham nel Worcestershire (Inghilterra), nel 1902. Figlio di William de Lacy Aherne e di Louise Thomas, fu educato a Edgbaston, un distretto di Birmingham, e compì i primi passi nel mondo del teatro all'Italia Conti Academy di Londra. Già da bambino aveva iniziato a recitare, e ricoprì diversi ruoli prima di completare i suoi studi al Malvern College. Apparve per la prima volta sul palcoscenico con la compagnia dei Pilgrim Players (che in seguito sarebbero diventati il Birmingham Repertory Theatre) il 5 aprile 1910 nella commedia Fifinella. Il suo debutto in un teatro londinese risale al 26 dicembre 1913 al Garrick Theatre, dove recitò in Where the Rainbow Ends, una commedia per bambini scritta per le rappresentazioni natalizie.
Dopo alcuni brevi ruoli in pellicole mute di produzione britannica, Aherne fece il suo debutto nel cinema sonoro con il film Madame Guillotine (1931) e, due anni più tardi, fu protagonista accanto a Marlene Dietrich nel film Il cantico dei cantici (1933). Alla metà degli anni trenta si trasferì a Hollywood, dove girò oltre trenta film, tra cui Io vivo la mia vita (1935) con Joan Crawford, Il diavolo è femmina (1935) con Katherine Hepburn e Cary Grant, la commedia brillante Gioia di vivere (1938). L'attore ottenne una candidatura all'Oscar al miglior attore non protagonista per la sua interpretazione dell'imperatore Massimiliano nel film Il conquistatore del Messico (1939). Nel secondo dopoguerra continuò a lavorare per il cinema, partecipando a pellicole di diverso genere, come il noir Il segreto del medaglione (1946), il dramma Titanic (1953), l'avventura in costume Il principe coraggioso (1954), e il melodramma Donne in cerca d'amore (1959). La sua ultima apparizione sul grande schermo fu in Rosie! (1967) di David Lowell Rich, con protagoniste Rosalind Russell e Sandra Dee.
Aherne apparve inoltre in molte serie televisive antologiche, tra cui General Electric Theater, nell'episodio The Trouble with Templeton (1960) della serie Ai confini della realtà e nella serie western Gli uomini della prateria (Rawhide).

## Vita privata
Nel 1939 Aherne sposò l'attrice Joan Fontaine ma il matrimonio terminò nel 1945 con il divorzio. L'anno seguente, nel 1946, sposò Eleanor de Liagre Labrot. La loro unione durò tutta la vita.
Nel 1969 pubblicò la propria autobiografia A Proper Job (Un lavoro adatto), e dieci anni dopo A Dreadful Man (Un uomo terribile), biografia del suo amico e collega George Sanders.
Aherne morì di infarto cardiaco a Venice in Florida, all'età di 83 anni.

## Riconoscimenti
È ricordato con una stella sulla Hollywood Walk of Fame al 1752 di Vine Street.
- Premi Oscar 1940 – Candidatura all'Oscar al miglior attore non protagonista per Il conquistatore del Messico

## Filmografia

### Cinema
- The Eleventh Commandment, regia di George A. Cooper (1924)
- King of the Castle, regia di Henry Edwards (1925)
- The Squire of Long Hadley, regia di Sinclair Hill (1925)
- Safety First, regia di Fred Paul (1926)
- Shooting Stars, regia di Anthony Asquith e A.V. Bramble (1928)
- Underground, regia di Anthony Asquith (1929)
- The W Plan, regia di Victor Saville (1930)
- Madame Guillotine, regia di Reginald Fogwell (1931)
- Il cantico dei cantici (The Song of Songs), regia di Rouben Mamoulian (1933)
- The Constant Nymph, regia di Basil Dean (1933)
- The Fountain, regia di John Cromwell (1934)
- What Every Woman Knows, regia di Gregory La Cava (1934)
- Io vivo la mia vita (I Live My Life) regia di W. S. Van Dyke II (1935)
- Il diavolo è femmina (Sylvia Scarlett), regia di George Cukor (1935)
- Il nemico amato (Beloved Enemy), regia di Henry C. Potter (1936)
- L'ultima beffa di Don Giovanni (The Great Garrick), regia di James Whale (1937)
- Gioia di vivere (Merrily We Live), regia di Norman Z. McLeod (1938)
- Il conquistatore del Messico (Juarez), regia di William Dieterle (1939)
- Capitan Furia (Captain Fury), regia di Hal Roach (1939)
- Angeli della notte (Vigil in the Night), regia di George Stevens (1940)
- Figlio, figlio mio! (My Son, My Son!), regia di Charles Vidor (1940)
- Seduzione (The Lady in Question), regia di Charles Vidor (1940)
- T'amerò follemente (Hired Wife), regia di William A. Seiter (1940)
- Incontro a New York (The Man Who Lost Himself), regia di Edward Ludwig (1941)
- Catene del passato (Smilin' Through), regia di Frank Borzage (1941)
- Skylark, regia di Mark Sandrich (1941)
- Mia sorella Evelina (My Sister Eileen), regia di Alexander Hall (1942)
- La morte viene dall'ombra (A Night to Remember), regia di Richard Wallace (1943)
- Per sempre e un giorno ancora (Forever and a Day), regia di AA. VV. (1943)
- Sacrificio supremo (First Comes Courage), regia di Dorothy Arzner (1943)
- Che donna! (What a Woman!), regia di Irving Cummings (1943)
- Il segreto del medaglione (The Locket), regia di John Brahm (1946)
- Smart Woman, regia di Edward A. Blatt (1948)
- Il sortilegio delle Amazzoni (Angel on the Amazon), regia di John H. Auer (1948)
- Io confesso (I Confess), regia di Alfred Hitchcock (1953)
- Titanic, regia di Jean Negulesco (1953)
- Il principe coraggioso (Prince Valiant), regia di Henry Hathaway (1954)
- Proiettile in canna (A Bullet Is Waiting), regia di John Farrow (1954)
- Il cigno (The Swan), regia di Charles Vidor (1956)
- Donne in cerca d'amore (The Best of Everything), regia di Jean Negulesco (1959)
- Qualcosa che scotta (Susan Slade), regia di Delmer Daves (1961)
- Ginevra e il cavaliere di re Artù (Lancelot and Guinevere), regia di Cornel Wilde (1963)
- Sette contro la morte (The Cavern), co-regia di Edgar G. Ulmer e Paolo Bianchini (1964)
- Rosie!, regia di David Lowell Rich (1967)

### Televisione
- Dear Brutus episodio TV The Ford Theatre Hour (1950)
- The Magnificent Gesture, episodio TV Armstrong Circle Theatre (1950)
- The Old Flame episodio TV The Billy Rose Show (1951)
- The Buccaneer, episodio TV Pulitzer Prize Playhouse (1951)
- A Well-Remembered Voice e Two for Tea episodi TV Lux Video Theatre (1951-1953)
- The Petrified Forest (1950), Element of Risk (1953) e Breakdown (1953) episodi TV di Robert Montgomery Presents
- General Electric Theater – serie TV, episodio 3x17 (1955)
- The Eddie Cantor Comedy Theater – serie TV, episodi 1x01 (1955)
- Reunion in Vienna episodio TV di Producers' Showcase (1955)
- The Star and the Story – serie TV, episodi 1x11-2x08 (1955-1956)
- Climax! – serie TV, episodio 3x06 (1956)
- Pursuit of a Princess episodio TV Cavalcade of America (1956)
- Crossroads – serie TV, episodi 1x24-2x10 (1956)
- The Errol Flynn Theatre – serie TV, episodio 1x08 (1956)
- Studio 57 episodio TV di Safe Enough (1957)
- Goodyear Theatre – serie TV, episodio 3x01 (1959)
- Ai confini della realtà (The Twilight Zone) – serie TV, episodio 2x09 (1960)
- The Bruce Saybrook Story episodio TV di Carovane verso il west (1961)
- Gli uomini della prateria (Rawhide) – serie TV, episodio 4x11 (1961)
- The Waltz King: Part 1 e The Waltz King: Part 2 episodi TV di Disneyland (1963)

## Doppiatori italiani
- Emilio Cigoli in Figlio, figlio mio!, Seduzione, Il segreto del medaglione, Io confesso, Donne in cerca d'amore, Ginevra e il cavaliere di re Artù
- Augusto Marcacci in Il conquistatore del Messico, Supremo sacrificio, Che donna!
- Giorgio Capecchi in Titanic, Il principe coraggioso
- Romolo Costa in Il cantico dei cantici
- Gualtiero De Angelis in Il nemico amato
- Giulio Panicali in T'amerò follemente
- Stefano Sibaldi in Il sortilegio delle Amazzoni
- Carlo Romano in Proiettile in canna
- Manlio Busoni in Il cigno
- Corrado Gaipa in Rosie
- Gianni Marzocchi in Il diavolo è femmina (ridoppiaggio)
- Carlo Simoni in Il segreto del medaglione (ridoppiaggio)